# Gratianus de Oudere
Gratianus de Oudere (Latijn: Gratianus Funarius of Gratianus Major) (ca. 280-360) was een Romeins militair van Illyrische afkomst die midden 4e eeuw diende in het Romeinse leger. Hij was de vader van de Romeinse keizers Valentinianus I en Valens, de grondleggers van de Valentiniaanse dynastie.

## Leven
Gratianus is afkomstig uit de stad Cibalae (Vinkovci), in het zuiden van Pannonia Secunda (het moderne Kroatië). Tijdens zijn jeugd verkreeg hij het cognomen Funarius, wat "touwman" betekent, omdat hij een touwverkoper was. Gratianus ging bij het leger en maakte carrière tijdens het bewind van Constantijn de Grote. Hij was een tijdlang gestationeerd in Salona (Split). 
Omstreeks 330 werd Gratianus als commandant naar Africa gezonden. Daar werd hij al snel beschuldigd van verduistering en gedwongen met pensioen te gaan. Later werd hij gerehabiliteerd, keerde terug in het leger en kreeg een hoge post in Britannia waar hij onder keizer Constans I campagne voerde in de winter van 342/3. Nadat zijn militaire carrière was beëindigd, keerde Gratianus terug naar zijn geboorteplaats en genoot als burger een goede reputatie. 
Tijdens het keizerschap van Constantius II (regeerde 337-360) werden al zijn landgoederen in beslag genomen vanwege vermoedelijke steun aan usurpator Magnentius. Niettemin was hij nog steeds populair binnen het leger; deze populariteit zou kunnen hebben bijgedragen aan de succesvolle carrières van zijn zonen. Toen zijn zoon Valens in 364 keizer werd, verordonneerde de senaat in Constantinopel een koperen beeld van hem.